# Établissement pour l'insertion dans l'emploi
L’Établissement pour l'insertion dans l'emploi (EPIDE), anciennement appelé Établissement public d'insertion de la Défense (EPIDe), est un établissement public d’insertion français, ayant pour mission d’assurer l’insertion sociale et professionnelle de jeunes (17 ans à 25 ans) en difficulté sociale, sans qualification ni emploi.
L'EPIDE accueille également des bacheliers qui rencontrent des difficultés d'insertion professionnelle.

## Historique
L'Établissement public d'insertion de la Défense est créé par une ordonnance du 2 août 2005relative à la mise en place au sein des institutions de la défense d'un dispositif d'accompagnement à l'insertion sociale et professionnelle des jeunes en difficulté.

## Public concerné
Il a pour objet l'insertion sociale et professionnelle des jeunes sans diplômes ou sans titres professionnels ou en voie de marginalisation sociale. Les jeunes de nationalité étrangère peuvent être admis dans les centres EPIDE au même titre que les jeunes de nationalité française, sous réserve que leur situation leur permette d’accéder à l’emploi.

## Pédagogie
Les jeunes  bénéficient d’un statut particulier et signent un contrat de volontariat pour l’insertion d’une durée de huit mois, qui peut être renouvelé. Les volontaires sont pris en charge en internat de semaine, du lundi au vendredi, sur une durée de huit mois.

## Centres

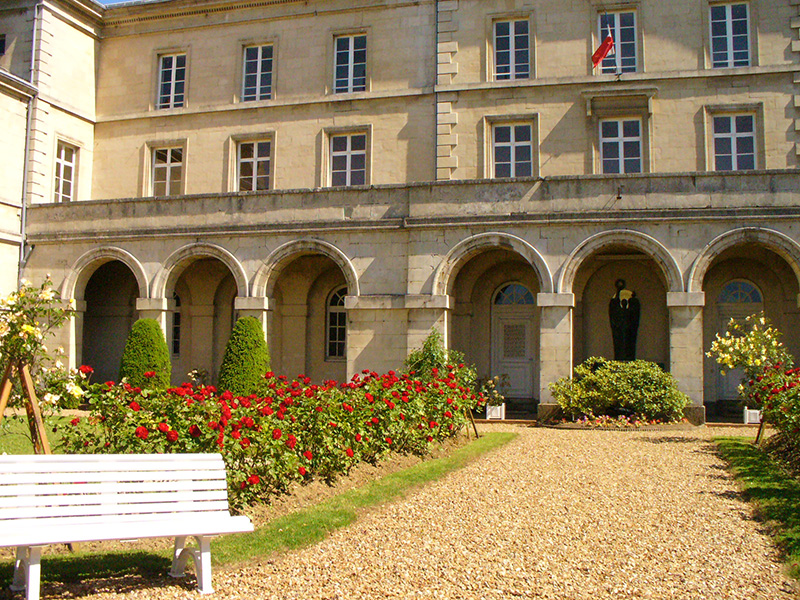
Centre EPIDE d'Alençon

L'EPIDE dispose de 20 centres répartis sur 15 régions du territoire métropolitain offrant 2 655 places. 

## Organisation et gouvernance, moyens
L'établissement public d'insertion de la défense est administré par un conseil d'administration comprenant des représentants de l'administration ainsi que des membres nommés à raison de leur compétence. Le président est nommé par décret.
Le directeur général est également nommé par décret.
L'EPIDE dispose d'un budget, en 2018, de 93,5 millions d'euros provenant pour l'essentiel des ministères (51,8 millions du ministère du travail).